# Episodi di Detective Conan (sedicesima stagione)
Questa è una lista degli episodi della sedicesima stagione della serie anime Detective Conan.

## Lista episodi
| Nº Ja | Nº It | Titolo italiano Giapponese 「Kanji」 - Rōmaji - Traduzione letterale | In onda          | In onda          |
| Nº Ja | Nº It | Titolo italiano Giapponese 「Kanji」 - Rōmaji - Traduzione letterale | Giapponese       | Italiano         |
| 466   | 506   | Il pupazzo di neve indistruttibile - prima parte - 「割れない雪だるま（前編）」 - Warenai yukidaruma (zenpen) – "Il pupazzo di neve indistruttibile (prima parte)" | 26 febbraio 2007 | 17 novembre 2010 |
| 466   | 506   | Conan riferisce ad Ai e al professore Agasa gli sviluppi sul bambino che, sul luogo dell’incidente di Rena Mizunashi, era stato interpellato da una signora, affermando di essere convinto che la signora in questione fosse Vermouth. Aggiunge inoltre che il fatto di essere entrati in contatto con il bambino in questione non fosse un caso ma che era stato architettato da Eisuke con l’intento di prelevare informazioni su Rena. I tre si trovano in montagna assieme ai Giovani Detective che si dilettano nella costruzione di pupazzi di neve. Verso sera, però, viene eliminata una delle persone che soggiornano nella baita.                      |                  |                  |
| 467   | 507   | Il pupazzo di neve indistruttibile - seconda parte - 「割れない雪だるま（後編）」 - Warenai yukidaruma (kōhen) – "Il pupazzo di neve indistruttibile (seconda parte)" | 5 marzo 2007     | 18 novembre 2010 |
| 467   | 507   | Conan riesce a dimostrare come l'assassino può avere ucciso e spostato il cadavere sfruttando le proprietà della neve. |                  |                  |
| 468   | 508   | Mistero sulle sponde del lago 「池のほとりの怪事件」 - Ike no hotori no kaijiken – "Il misterioso caso nei pressi dello stagno" | 12 marzo 2007    | 19 novembre 2010 |
| 468   | 508   | Conan e i Giovani Detective incontrano Takagi, che sta indagando su un caso di furto in una villa. Più tardi i ragazzi si recano nei pressi di un lago dove i guardiani del parco stanno cercando di catturare quattro tartarughe. Conan nota un uomo che è molto interessato a ottenere quei quattro animali. |                  |                  |
| 469   | 509   | I quattro capolavori - prima parte - 「怪盗キッドと四名画（前編）」 - Kaitō Kiddo to yon meiga (zenpen) – "Kaito Kid ed i quattro capolavori (prima parte)" | 16 aprile 2007   | 20 novembre 2010 |
| 469   | 509   | Kid sfida un ricco artista affermando che riuscirà a rubare i suoi quattro migliori dipinti. L'uomo chiede la protezione di Kogoro affermando che, quando lui è presente, questo ladro non riesce quasi mai a portare a termine i suoi piani. Un dipinto viene rubato durante un blackout e il suocero dell'artista viene ucciso. |                  |                  |
| 470   | 510   | I quattro capolavori - seconda parte - 「怪盗キッドと四名画（後編）」 - Kaitō Kiddo to yon meiga (kōhen) – "Kaito Kid ed i quattro capolavori (seconda parte)" | 23 aprile 2007   | 21 novembre 2010 |
| 470   | 510   | Conan sospetta che l'autore del quadro non stia raccontando la verità. Kid si sostituisce ad alcune persone che gravitano attorno alla scena del delitto per potere scoprire chi sta utilizzando il suo nome per giustificare un furto. |                  |                  |
| 471   | 511   | Bomba a bordo 「レンタカー制御不能」 - Rentakā seigyo funō – "Auto a noleggio fuori controllo" | 7 maggio 2007    | 22 novembre 2010 |
| 471   | 511   | Conan, Kogoro e Ran si stanno per recare in un centro benessere con una macchina presa a noleggio. Megure avvisa i tre che, all'interno del veicolo, è stata posizionata una bomba che si attiverà se la velocità del mezzo scenderà sotto i 20 km/h. Conan elabora un piano per impedire all'auto di esplodere. |                  |                  |
| 472   | 512   | Le avventure del giovane Shinichi - prima parte - 「工藤新一少年の冒険（前編）」 - Kudō Shin'ichi shōnen no bōken (zenpen) – "L'avventura del giovane Shinichi Kudo (prima parte)" | 14 maggio 2007   | 23 novembre 2010 |
| 472   | 512   | In biblioteca Kobayashi trova un biglietto scritto da Ran quando frequentava la prima elementare. Conan racconta alla squadra dei Giovani Detective un episodio della sua vita di dieci anni prima quando con Ran si era recato di notte in biblioteca per indagare sulle presunte apparizioni di un fantasma. |                  |                  |
| 473   | 513   | Le avventure del giovane Shinichi - seconda parte - 「工藤新一少年の冒険（後編）」 - Kudō Shin'ichi shōnen no bōken (kōhen) – "L'avventura del giovane Shinichi Kudo (seconda parte)" | 21 maggio 2007   | 24 novembre 2010 |
| 473   | 513   | Al termine del racconto Conan rivela ai compagni che il mistero era stato creato da Yusaku per permettere a Shinichi una pausa dallo studio. Dopo avere terminato di raccontare la vicenda Conan si pone alcune domande relative alle indicazioni che gli erano state fornite e scopre che quel gioco non è stato ideato da Yusaku e non era rivolto a Shinichi. |                  |                  |
| 474   | 514   | Il segreto di Eri 「妃英理弁護士の恋」 - Kisaki Eri bengoshi no koi – "L'amore dell'avvocato Eri Kisaki" | 4 giugno 2007    | 25 novembre 2010 |
| 474   | 514   | Ran si reca nell'ufficio di Eri con Conan. Eri, però, riceve una telefonata di un uomo ed esce per incontrarlo. Ran, dopo avere ritrovato la fede all'interno del cestino dell'ufficio, teme che Eri abbia una relazione e decide di pedinarla. Scopre che Eri si incontra con un veterinario, ma solo perché crede che il gatto abbia problemi di salute. |                  |                  |
| 475   | 515   | Uno sfortunato Gran Premio 「悪運グランプリ」 - Akūn Guranpuri – "Il Gran Premio della sfortuna" | 18 giugno 2007   | 26 novembre 2010 |
| 475   | 515   | Un pirata della strada investe due persone: un giovane che è considerato il più sfortunato del paese e un anziano. Conan e Kogoro assistono alla scena, soccorrono i due malcapitati e aiutano la polizia nelle indagini. |                  |                  |
| 476   | 516   | Il tiro di Genta - prima parte - 「元太の必殺シュート(前編)」 - Genta no hissatsu shoot (shūto) (zenpen) – "Il colpo mortale di Genta (prima parte)" | 25 giugno 2007   | 27 novembre 2010 |
| 476   | 516   | I Giovani Detective sono un po' tristi perché la loro squadra del cuore ha perso. Per rincuorarli Agasa li porta in una pasticceria. Qui i ragazzi incontrano un signore tedesco. Genta resta nel parcheggio a giocare con il pallone e, dopo un po' di tempo, trova l'uomo steso a terra e coperto di sangue. Egli, però, lo indica come colpevole e sviene dopo avere pronunciato la sigla "Elf". Inizialmente Genta pensa di essere responsabile di quanto accaduto all'uomo. |                  |                  |
| 477   | 517   | Il tiro di Genta - seconda parte - 「元太の必殺シュート(後編)」 - Genta no hissatsu shoot (shūto) (kōhen) – "Il colpo mortale di Genta (seconda parte)" | 2 luglio 2007    | 28 novembre 2010 |
| 477   | 517   | Conan indica alla polizia tre persone sospette. Conan intuisce che l'uomo, essendo di nazionalità tedesca, con il termine "Elf" si stava riferendo al numero undici. Conan riesce, quindi, a capire chi lo ha colpito e cerca di fare in modo che l'uomo si contraddica. |                  |                  |
| 478   | 518   | Trenta minuti mozzafiato 「リアル30ミニッツ」 - Real thirty minutes (riaru 30 minittsu) – "30 minuti reali" | 9 luglio 2007    | 29 novembre 2010 |
| 478   | 518   | Un uomo viene ferito in un centro commerciale dove si trovano per caso anche Conan, Ai, Ran e Kogoro. L'uomo è detestato da tutti i negozianti a causa del suo comportamento. Conan, però, scopre che l'aggressore ha accoltellato il primo uomo per creare un diversivo e potere colpire il suo vero obiettivo. |                  |                  |
| 479   | 519   | Delitti o allucinazioni? - prima parte - 「服部平次との三日間」 - Hattori Heiji to no mikkakan – "Tre giorni con Heiji Hattori [Speciale di due ore]" | 16 luglio 2007   | 30 novembre 2010 |
| 479   | 519   | Conan chiede a Heiji di indagare su Reina, fornendogli una foto che la ritrae davanti alla torre di Tsūtenkaku ad Osaka. Nel frattempo il monaco di un tempio chiede a Kogoro di indagare sulla scomparsa del corpo di una donna assassinata. Il responsabile della struttura nega che una persona abbia soggiornato nella dépendance del tempio e teme che il suo discepolo stia diventando un visionario. |                  |                  |
| 479   | 520   | Delitti o allucinazioni? - seconda parte - 「服部平次との三日間」 - Hattori Heiji to no mikkakan – "Tre giorni con Heiji Hattori [Speciale di due ore]" | 16 luglio 2007   | 1º dicembre 2010 |
| 479   | 520   | Conan ed Heiji risolvono il mistero che si cela dietro alla scomparsa del cadavere della donna. Heiji decide di partecipare al torneo dei giovani detective organizzato da una rete televisiva in qualità di rappresentante dell'ovest del Paese. Heiji decide di portare con sé Conan perché è convinto che lui sia il rappresentante dell'est. Arrivati sull'isola i due scoprono che a rappresentare l'est è Saguru Hakuba. |                  |                  |
| 479   | 521   | Che il gioco cominci! 「服部平次との三日間」 - Hattori Heiji to no mikkakan – "Tre giorni con Heiji Hattori [Speciale di due ore]" | 16 luglio 2007   | 2 dicembre 2010  |
| 479   | 521   | Kogoro, Ran e Kazuha scoprono che non esiste alcun torneo dei giovani detective e che, quindi, Conan ed Heiji sono stati portati su un'isola deserta con l'inganno assieme agli altri detective. I ragazzi sull'isola scoprono che il regista è stato aggredito. Il maggiordomo comunica ai partecipanti che quella è una prova e che dovranno scoprire come è potuta avvenire l'aggressione. Uno dei detective dice di avere capito come si è svolta e si allontana per allestire una simulazione. Dopo un po' di tempo, però, gli altri detective scoprono che è stato ucciso. Conan ed Heiji cercano di capire chi, fra i presenti, possa essere l'assassino. |                  |                  |
| 479   | 522   | Vecchi rancori 「服部平次との三日間」 - Hattori Heiji to no mikkakan – "Tre giorni con Heiji Hattori [Speciale di due ore]" | 16 luglio 2007   | 3 dicembre 2010  |
| 479   | 522   | I sospettati sono tre. I tre detective rimasti indagano sull'accaduto. Heiji risolve il caso, ma l'omicidio è stato pianificato in modo tale che nessuno possa scoprire il luogo in cui si trovano. Kazuha, però, riesce a risolvere il messaggio lasciato da Heiji prima di partire e, con Ran e Kogoro, si reca sull'isola per salvare il gruppo. |                  |                  |
| 480   | 523   | Il miracolo dei girasoli 「黄色い不在証明」 - Kiiroi fuzai shōmei – "Alibi giallo" | 23 luglio 2007   | 4 dicembre 2010  |
| 480   | 523   | Una conoscente di Kogoro viene assassinata e quindi l'uomo chiede a Megure di potere assistere alle indagini. Anche Conan si trova sul luogo del delitto e cerca indizi per risolvere il caso. Inizialmente la polizia pensa che si tratti di una rapina finita male, ma i detective iniziano a sospettare che il fidanzato della vittima non abbia detto la verità. |                  |                  |
| 481   | 524   | La strega della montagna - prima parte - 「山姥の刃物（前編）」 - Yamanba no hamono (zenpen) – "I coltelli della strega di montagna (prima parte)" | 30 luglio 2007   | 5 dicembre 2010  |
| 481   | 524   | Conan, i Giovani Detective e Agasa, mentre si recano in campeggio, si perdono in mezzo a un bosco e sono costretti a farsi ospitare da un'anziana signora. Nell'abitazione giungono altri tre ragazzi che chiedono ospitalità. Durante la notte avviene un omicidio. |                  |                  |
| 482   | 525   | La strega della montagna - seconda parte - 「山姥の刃物（後編）」 - Yamanba no hamono (kōhen) – "I coltelli della strega di montagna (seconda parte)" | 6 agosto 2007    | 6 dicembre 2010  |
| 482   | 525   | Yamamura giunge sul posto per indagare. Mitsuhiko è convinto di avere visto l'anziana signora che affilava un coltello, ma ella nega tutto. Il coltello, però, viene rinvenuto dalla polizia, ma non presenta tracce di sangue e, dunque, non è l'arma del delitto. Un'osservazione di Ayumi permette a Conan di capire come si sono svolti i fatti. |                  |                  |
| 483   | 526   | L'impostore 「消えたお巡りさん」 - Kieta omawarisan – "Il poliziotto scomparso" | 13 agosto 2007   | 7 dicembre 2010  |
| 483   | 526   | Ayumi incontra una sua conoscente mentre sta portando un po' di dolcetti a un poliziotto che è stato molto gentile con lei. I Giovani Detective decidono di seguirla. Il poliziotto però non si trova, ma Conan sospetta che l'uomo non sia un vero agente perché ha la barba. |                  |                  |
| 484   | 527   | Sulle tracce di una foto - prima parte - 「黒い写真の行方（前編）」 - Kuroi shashin no yukue (zenpen) – "L'ubicazione della fotografia misteriosa (prima parte)" | 20 agosto 2007   | 8 dicembre 2010  |
| 484   | 527   | Heiji riferisce a Conan che non è stato in grado di trovare persone che conoscessero il passato di Rena. Al contrario è riuscito a risalire al passato di Eisuke che era solito recarsi ad un ristorante assieme al padre Hondo che era sempre accompagnato da persone dall’aria minacciosa. Conan, Ai e Agasa ottengono, grazie a Heiji, l'indirizzo del nipote di un conoscente del padre di Eisuke. Dopo avere chiamato l'uomo, i tre vengono a sapere che quest'ultimo possiede una foto che lo ritrae. Purtroppo, però, la foto è sparita e Conan sospetta che qualcuno si sia introdotto nell'appartamento.                                                |                  |                  |
| 485   | 528   | Sulle tracce di una foto - seconda parte - 「黒い写真の行方（後編）」 - Kuroi shashin no yukue (kōhen) – "L'ubicazione della fotografia misteriosa (seconda parte)" | 27 agosto 2007   | 9 dicembre 2010  |
| 485   | 528   | Conan riesce a recuperare la fotografia che era stata scattata per sbaglio da Eisuke a suo padre e a ritrovare chi l'aveva sottratta. Conan scopre che Ethan, padre di Eisuke, veniva chiamato dai colleghi sempre con nomi differenti, che i colleghi erano spesso stranieri e che tutti lavoravano per la "Company". |                  |                  |
| 486   | 529   | I gatti portafortuna 「右から左へ招き猫」 - Migi kara hidari e manekineko – "I gatti portafortuna da destra a sinistra" | 3 settembre 2007 | 10 dicembre 2010 |
| 486   | 529   | Conan e Ai salvano un gattino e lo riportano al suo padrone. In un ufficio poco distante da dove si trovano i ragazzi viene rinvenuto il cadavere di una persona molto avida. Una ragazza che aveva fatto visita all'uomo viene interrogata e confessa il delitto. Conan, però, non è convinto che sia la vera colpevole. |                  |                  |
| 487   | 530   | Il mistero dell'anello - prima parte - 「本庁の刑事恋物語８ 左手の薬指」 - Honchō no keiji koi monogatari hachi - Hidarite no kusuriyubi – "Storia d'amore alla centrale di polizia 8 - L'anello di fidanzamento [Speciale di un'ora]" | 15 ottobre 2007  | 11 dicembre 2010 |
| 487   | 530   | Al commissariato di polizia tutti gli agenti sono stupiti nel vedere Sato che indossa un anello di fidanzamento e sono convinti che sia stato Takagi a regalarglielo. Kogoro incontra i giornalisti per preparare un'intervista assieme a un famoso scrittore di gialli. Durante la serata quest'ultimo fa spesso riferimenti a un suo segretario trovato morto, qualche tempo prima, in una stanza chiusa dall'interno. Il mattino seguente l'autore viene ritrovato morto e anche la sua stanza è chiusa dall'interno. |                  |                  |
| 487   | 531   | Il mistero dell'anello - seconda parte - 「本庁の刑事恋物語８ 左手の薬指」 - Honchō no keiji koi monogatari hachi - Hidarite no kusuriyubi – "Storia d'amore alla centrale di polizia 8 - L'anello di fidanzamento [Speciale di un'ora]" | 15 ottobre 2007  | 12 dicembre 2010 |
| 487   | 531   | Sul posto accorrono Takagi e Sato. Conan sa che non può utilizzare la voce di Kogoro per risolvere il caso perché Sato potrebbe accorgersi del trucco. Per questo motivo Conan cerca di dare qualche suggerimento per consentire agli investigatori di capire il trucco utilizzato dall'assassino. |                  |                  |
| 488   | 532   | Delitto agli studi televisivi - prima parte - 「テレビ局の悪魔」 - Terebikyoku no akuma – "Il diavolo degli studi televisivi [Speciale di un'ora]" | 22 ottobre 2007  | 13 dicembre 2010 |
| 488   | 532   | I Giovani Detective si recano presso uno studio televisivo per incontrare gli attori di "Kamen Yaiba". I ragazzi non riescono nel loro intento, ma decidono ugualmente di proseguire la visita, così incontrano un cantante dal trucco particolarmente appariscente. Nel frattempo qualcuno scopre il cadavere del presidente degli studi e il cantante finisce fra i possibili sospetti. |                  |                  |
| 488   | 533   | Delitto agli studi televisivi - seconda parte - 「テレビ局の悪魔」 - Terebikyoku no akuma – "Il diavolo degli studi televisivi [Speciale di un'ora]" | 22 ottobre 2007  | 14 dicembre 2010 |
| 488   | 533   | Il cantante afferma che non avrebbe avuto tempo per truccarsi di tutto punto dopo il delitto. Inoltre nel camerino non esistono specchi. Conan, però, trova il modo per smascherarlo. |                  |                  |
| 489   | 534   | Colpevole, innocente - prima parte - 「法廷の対決Ⅲ目撃者は検察官」 - Hōtei no taiketsu three - Mokugekisha wa kensatsukan – "Confronto in tribunale III - Un avvocato come testimone [Speciale di un'ora]" | 26 novembre 2007 | 15 dicembre 2010 |
| 489   | 534   | Un uomo si dichiara colpevole di avere investito una persona e si costituisce. L'uomo è conosciuto dal PM perché era stato coinvolto in un caso di molti anni prima ed è convinto che non sia il vero responsabile. |                  |                  |
| 489   | 535   | Colpevole, innocente - seconda parte - 「法廷の対決Ⅲ目撃者は検察官」 - Hōtei no taiketsu three - Mokugekisha wa kensatsukan – "Confronto in tribunale III - Un avvocato come testimone [Speciale di un'ora]" | 26 novembre 2007 | 16 dicembre 2010 |
| 489   | 535   | Eri convince il PM a non abbandonare il caso. |                  |                  |
| 490   | 536   | Gara di deduzioni sulle piste da sci - prima parte - 「服部平次VS工藤新一ゲレンデの推理対決」 - Hattori Heiji tai Kudō Shin'ichi - Gerende no suiri taiketsu – "Heiji Hattori contro Shinichi Kudo - Gara di deduzioni sulle piste da sci [Speciale di un'ora]" | 3 dicembre 2007  | 17 dicembre 2010 |
| 490   | 536   | Heiji telefona a Conan e i due discutono su chi sia il miglior detective. Heiji ricorda che, quando era in gita in montagna con i compagni di scuola media, aveva gareggiato contro un altro detective suo coetaneo nella risoluzione di un caso: un attore famoso era stato ucciso mentre si recava alle piste da sci con la seggiovia. |                  |                  |
| 490   | 537   | Gara di deduzioni sulle piste da sci - seconda parte - 「服部平次VS工藤新一ゲレンデの推理対決」 - Hattori Heiji tai Kudō Shin'ichi - Gerende no suiri taiketsu – "Heiji Hattori contro Shinichi Kudo - Gara di deduzioni sulle piste da sci [Speciale di un'ora]" | 3 dicembre 2007  | 18 dicembre 2010 |
| 490   | 537   | I due indagano seguendo piste parallele e risolvono il caso senza mai parlarsi direttamente in quanto Shinichi rivela le sue deduzioni alla polizia per telefono. Alla fine i ragazzi si incontrano di sfuggita quando Heiji deve portare in hotel Kazuha, che si è slogata la caviglia. |                  |                  |